# Standlichtringe

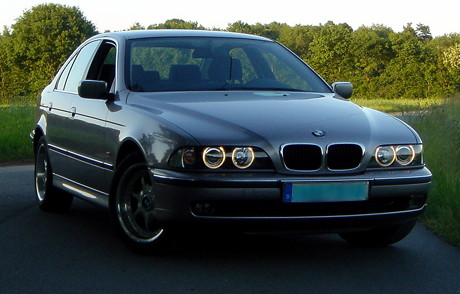
Standlichtringe beim BMW E39 …

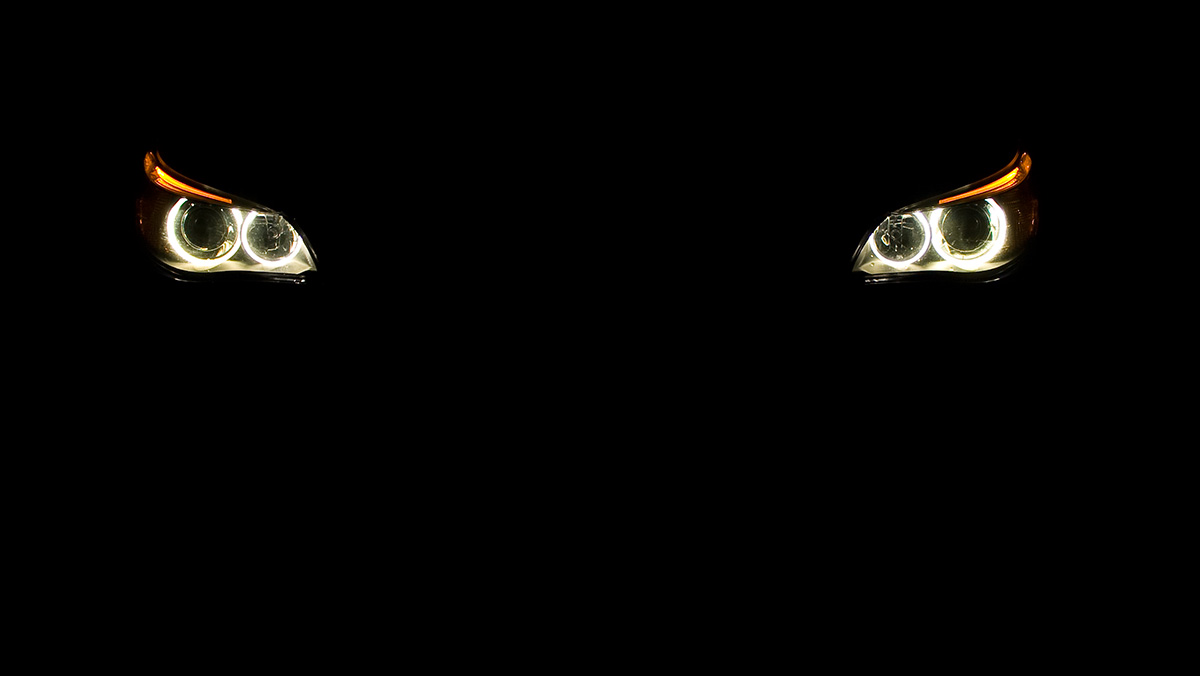
… im Dunkeln beim BMW E60 …

Unter Standlichtringen, Angel Eyes oder Corona-Ringen versteht man ringförmige Kunststoff-Lichtleitstäbe in den Klarglas-Frontscheinwerfern eines Autos, die einen Lichtkranz bilden, indem sie die Reflektoren ringförmig umschließen.
Die Fachpresse nennt dies auch „Augeneffekt“.
In die Lichtleitstäbe wird das Licht einer 10 Watt starken Glühlampe eingeleitet, aktuell werden überwiegend LEDs verwendet. Sie dienen als Positions- oder Standlicht und sollen als Nebeneffekt zur Akzentuierung der Fahrzeugfront beitragen.
Die Idee und Technologie für diese Lichtringe (Celis-Technik) stammen von dem Automobilzulieferer Hella. Der italienische Designer Leonardo Fioravanti behauptet, dieses Beleuchtungskonzept noch vor Hella entwickelt zu haben. Zunächst wurden Standlichtringe serienmäßig bei BMW eingeführt. Die 5er-Reihe (BMW E39) wurde im Zuge ihrer optischen Überarbeitung als erstes damit ausgestattet. BMW hat die Standlichtringe inzwischen weiterentwickelt, so dass sie wegen ihrer hohen Leuchtkraft auch als Tagfahrlicht fungieren können.

## Nachrüstung
Diese neue Art der Beleuchtung stieß auf großes Interesse, sodass auch Nachrüstlösungen entwickelt wurden. Hella erweiterte das Angebot an Scheinwerfern mit integrierten Standlichtringen und so gibt es Umrüstsätze für diverse andere BMW-Modelle, wie den E36, E46, und auch für einige Volkswagen-Modelle, wie den VW Golf III und den VW Golf IV. Diese basieren auf der gleichen Lichttechnik wie die erstmals im September 2000 in Serie eingesetzten Lichtringe.
Heute sind von verschiedenen Herstellern für die gängigsten Automodelle Frontleuchten mit Standlichtringen als Nachrüstsatz erhältlich. Eine StVZO-konforme Zulassung ist allerdings nicht immer vorhanden, da diese bei einigen Modellen aufgrund fehlender Leuchtweitenregulierung nicht gewährt wird. Die Scheinwerfer dürfen nur mit zugelassenen Leuchtmitteln betrieben werden.